# Сан-Джованни-ин-Фьоре
Сан-Джованни-ин-Фьоре (итал. San Giovanni in Fiore) — город в Италии, располагается в регионе Калабрия, подчиняется административному центру Козенца.
Население составляет 17 989 человек, плотность населения составляет 64 чел./км². Занимает площадь 279 км². Почтовый индекс — 87055. Телефонный код — 0984.
Покровителем коммуны почитается святой Иоанн Креститель, празднование 24 июня.